# Moffat (Kolorado)
Moffat – miasto w Stanach Zjednoczonych, w stanie Kolorado, w hrabstwie Saguache.